# St. Maria (Kleinweisach)

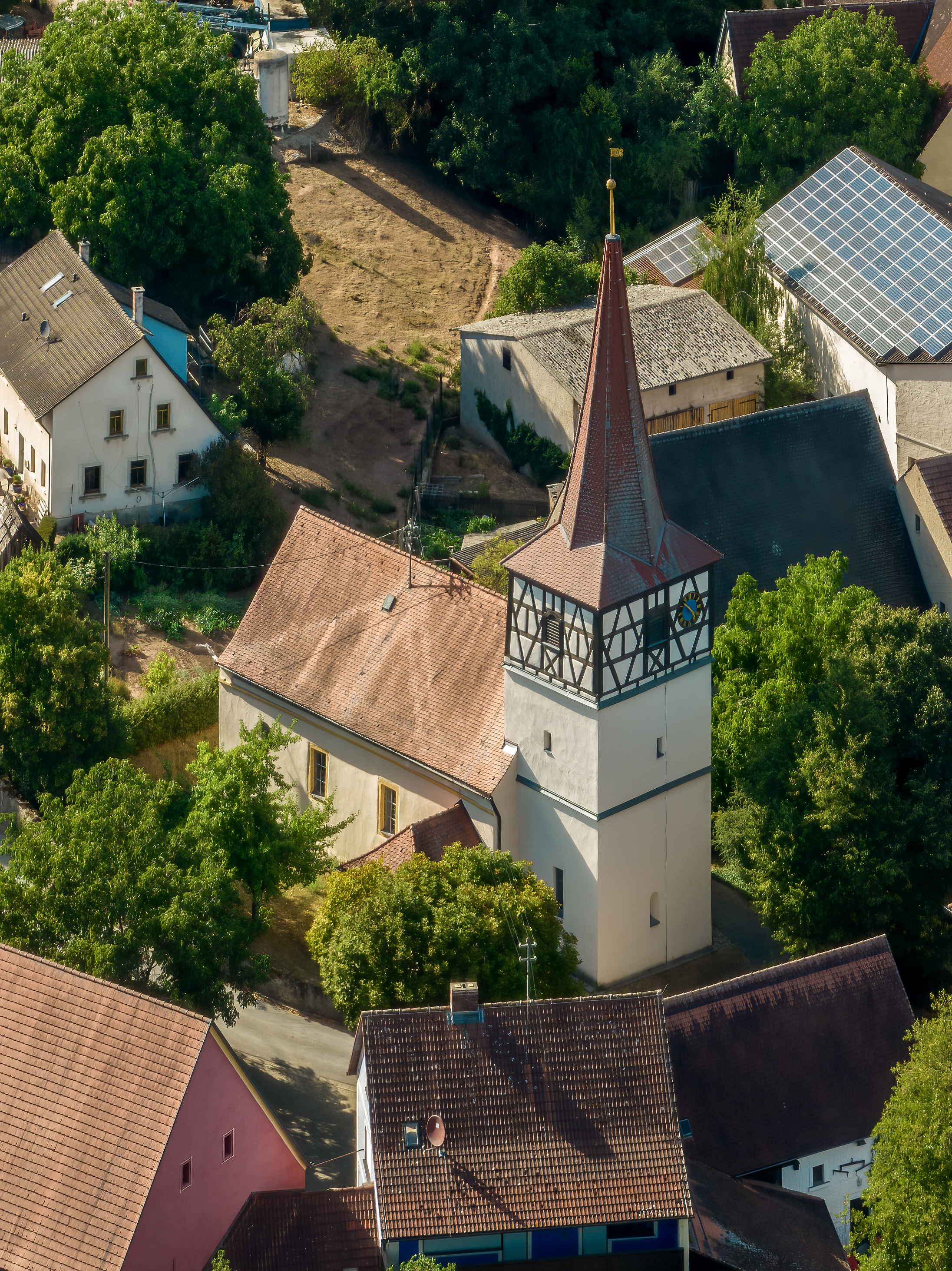
St. Maria in Kleinweisach

Die evangelische, denkmalgeschützte Pfarrkirche St. Maria steht in Kleinweisach, einem Gemeindeteil des Marktes Vestenbergsgreuth im Landkreis Erlangen-Höchstadt (Mittelfranken, Bayern). Die Pfarrei gehört zum Evangelisch-Lutherischen Dekanat Markt Einersheim im Kirchenkreis Ansbach-Würzburg der Evangelisch-Lutherischen Kirche in Bayern. Das Bauwerk ist als Baudenkmal in der Bayerischen Denkmalliste eingetragen.

## Beschreibung

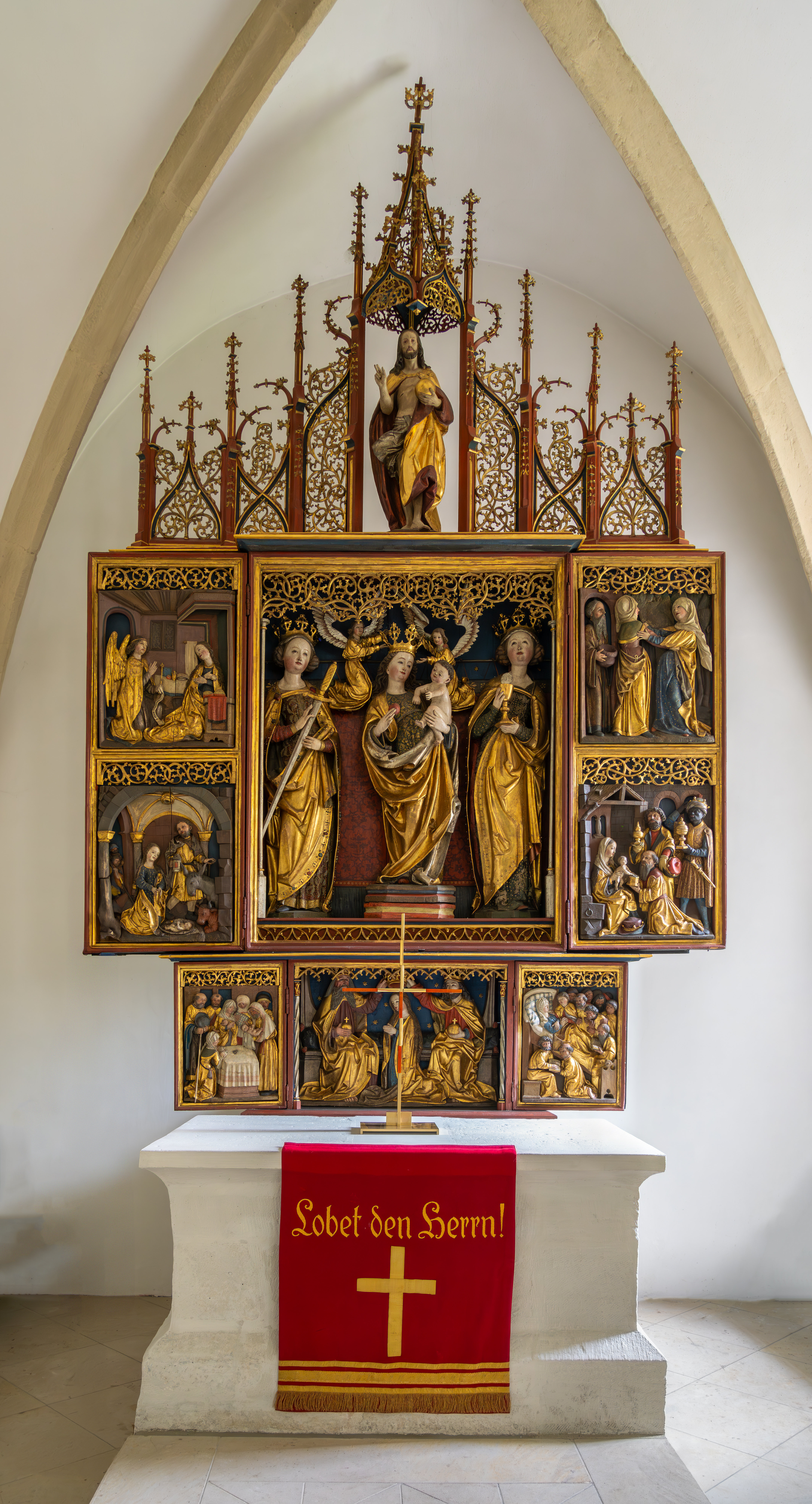
Marienaltar

Der Chorturm der Saalkirche stammt im Kern aus dem 13. Jahrhundert. Er wurde 1725 um ein Geschoss aus Holzfachwerk aufgestockt, das die Turmuhr und den Glockenstuhl beherbergt, und mit einem achtseitigen Knickhelm bedeckt. Das mit einem Satteldach bedeckte Langhaus wurde erst im 18. Jahrhundert angefügt. Sein Innenraum ist mit einer Flachdecke überspannt und hat umlaufende Emporen. Der Chor, d. h. das Erdgeschoss des Chorturms, ist mit einem Kreuzrippengewölbe überspannt. Bedeutendstes Ausstattungsstück ist der noch in vorreformatorischer Zeit um 1510 entstandene spätgotische Marienaltar.